# Cymothoe adela
Cymothoe adela är en fjärilsart som beskrevs av Otto Staudinger 1889. Cymothoe adela ingår i släktet Cymothoe och familjen praktfjärilar. Inga underarter finns listade i Catalogue of Life.